# Избирательный округ
Избира́тельный о́круг — территориальная единица, от которой избирателями выбирается депутат (депутаты) представительного органа или выборное должностное лицо (выборные должностные лица).

## Виды избирательных округов
В российском избирательном праве известны следующие виды избирательных округов:
- единый избирательный округ — избирательный округ, включающий в себя всю территорию страны, от которой избирается депутат, либо на которой проводятся выборы в представительный орган по пропорциональной избирательной системе по спискам партии;
- многомандатный избирательный округ — избирательный округ, в котором избираются несколько депутатов, и за каждого из них избиратель голосует персонально, при этом голосование может быть организовано по блоковой системе, системе ограниченного вотума, системе единственного непередаваемого голоса;
- одномандатный избирательный округ — избирательный округ, от которого избирается один депутат, при этом голосование может быть организовано по мажоритарной избирательной системе относительного большинства или абсолютного большинства.

## Образование избирательных округов
В Российской Федерации избирательные округа образуются в соответствии со статьёй 18 Федерального закона «Об основных гарантиях избирательных прав и права на участие в референдуме граждан Российской Федерации».
Единый избирательный округ определяется в силу закона, регулирующего проведение соответствующих выборов.
Схема одномандатных и (или) многомандатных избирательных округов определяется избирательной комиссией, организующей выборы, на основании данных о численности избирателей не позднее чем за 80 дней до истечения срока, в который должны быть назначены выборы. Представительный орган соответствующего уровня утверждает схему не позднее чем за 20 дней до истечения срока, в который должны быть назначены выборы. Одномандатные и многомандатные избирательные округа формируются с соблюдением принципа примерного равенства числа избирателей на один депутатский мандат (из этого правила есть множество оговоренных законом исключений). Избирательный округ должен представлять собой единую территорию, не допускается образование избирательного округа из территорий, не граничащих между собой, кроме анклавных территорий.